# Rutenia Bianca

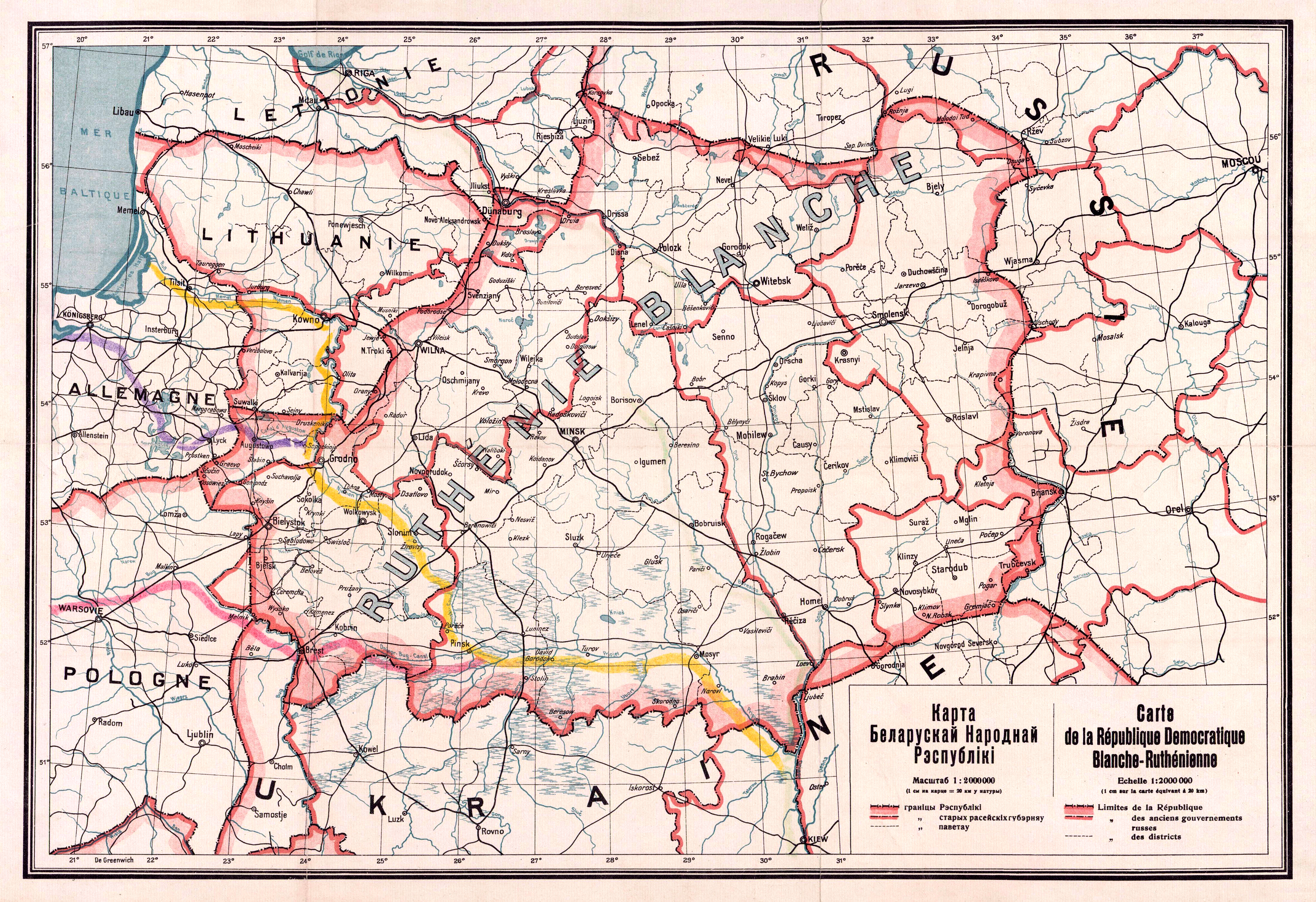
Rutenia Bianca, 1918.

La Rutenia Bianca è il nome che era storicamente associato a diverse regioni dell'Europa orientale, e più spesso alla regione che corrisponde all'odierna Bielorussia e alla regione di Smolensk in Russia.